# Gedwongen verdwijning

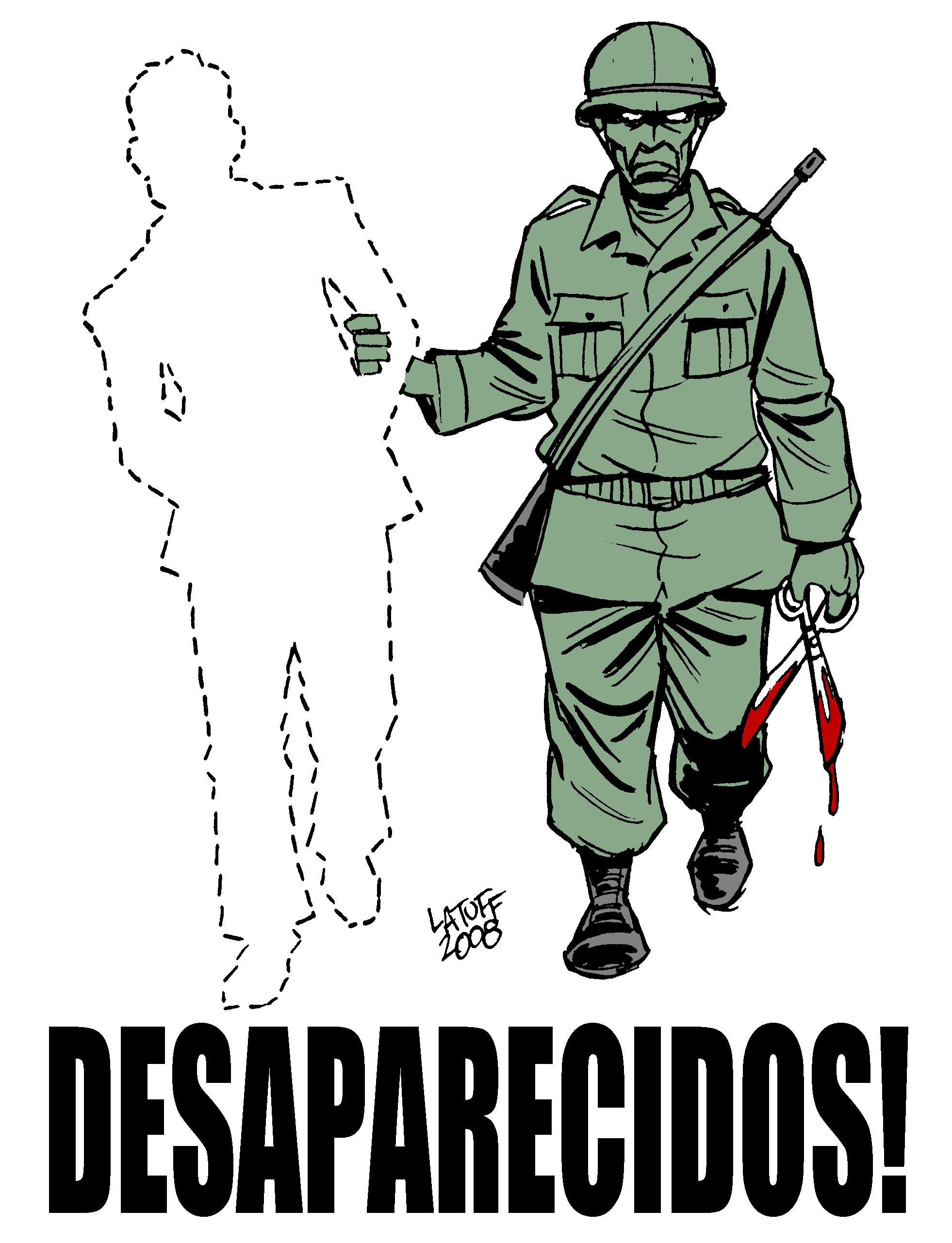
Cartoon van Carlos Latuff

Van een gedwongen verdwijning is sprake wanneer een persoon uit het openbare leven verdwijnt ofwel door moord ofwel door gevangenneming door toedoen van een regering. In het internationaal strafrecht geldt gedwongen verdwijning als misdrijf tegen de menselijkheid. Daarnaast rust er op staten die partij zijn bij het Internationaal Verdrag inzake de bescherming van alle personen tegen gedwongen verdwijning de verplichting om de daders van gedwongen verdwijningen te vervolgen en berechten.
Hoewel een gedwongen verdwijning doorgaans inhoudt dat het slachtoffer door het regime om het leven is gebracht, verschilt het van moord doordat er nooit een lichaam wordt gevonden. Van de dictaturen in de Zuidkegel is bijvoorbeeld bekend dat zij politieke tegenstanders vanuit vliegtuigen en helikopters in zee gooiden, waarna zij verdronken. 
In Latijns-Amerika staan personen die het slachtoffer zijn geworden van gedwongen verdwijningen bekend als desaparecidos (zij die verdwenen zijn). Het gaat hier met name om politieke tegenstanders die in de jaren zeventig en tachtig van de 20e eeuw gearresteerd zijn in militaire dictaturen in Latijns-Amerika en vervolgens spoorloos zijn verdwenen. Het bekendst zijn de ongeveer 30.000 desaparecidos tijdens de Vuile Oorlog in Argentinië (1976-1983). Nog steeds staan de zogenaamde Dwaze Moeders regelmatig op het Plaza del Mayo op hun verloren zoons, broers of echtgenoten te wachten.
Andere landen waar desaparecidos voorkwamen:
- Bolivia tijdens de regering van Hugo Banzer (1971-1978) 100–200 desaparecidos
- Brazilië (1964-1985) 150–350
- Chili tijdens de regering van Augusto Pinochet (1973-1990) 1000–3000
- Guatemala onder verschillende junta's tijdens de burgeroorlog (1960-1996) 35.000–50.000
- El Salvador (1979-1992) 9000
- Mexico (1975-1985) 300
- Uruguay (1973-1985) 200

Tijdens de Tweede Wereldoorlog was er een speciale strafklasse voor onder andere verzetsstrijders. Deze zogenaamde Nacht und Nebel-gevangenen verdwenen naar strafkampen waar geen enkel contact met de buitenwereld toegestaan was en waar de buitenwereld niets van te horen kreeg. Hoewel de dood niet het doel was, werden de gevangenen vaak zo be- en mishandeld dat ze stierven. De familie werd dan niet van het overlijden op de hoogte gesteld.